# جوش بوستيك
جوش بوستيك (بالإنجليزية: Josh Bostic)‏ مواليد 12 مايو 1987 في كولومبوس، هو لاعب كرة سلة أمريكي. بدأ مسيرته الاحترافية في سنة 2009. يبلغ طوله 6 قدم 5 بوصة (2.0 م).

## المسيرة الاحترافية
لعب مع كانتون شارج في موسم 2010–2011، ثم لعب مع إلان شالون في الدوري الفرنسي في سنة 2013، ثم لعب مع سبيرو شارلوروا في سنة 2015، ثم لعب مع في إي إف ريغا في سنة 2016، ثم لعب مع يوفي كازيرتا باسكت في الدوري الإيطالي في موسم 2016–2017.

## روابط خارجية
- جوش بوستيك على موقع الدوري الأوروبي لكرة السلة (الإنجليزية)
- جوش بوستيك على موقع كرة السلة الأوروبية.كوم (الإنجليزية)
- جوش بوستيك على موقع ريلجم (الإنجليزية)
- جوش بوستيك على موقع بروبوليرز (الإنجليزية)
- جوش بوستيك على موقع سبورتس رفرنس (الإنجليزية)
- جوش بوستيك على موقع سبورتس رفرنس (الإنجليزية)